# ファロファ

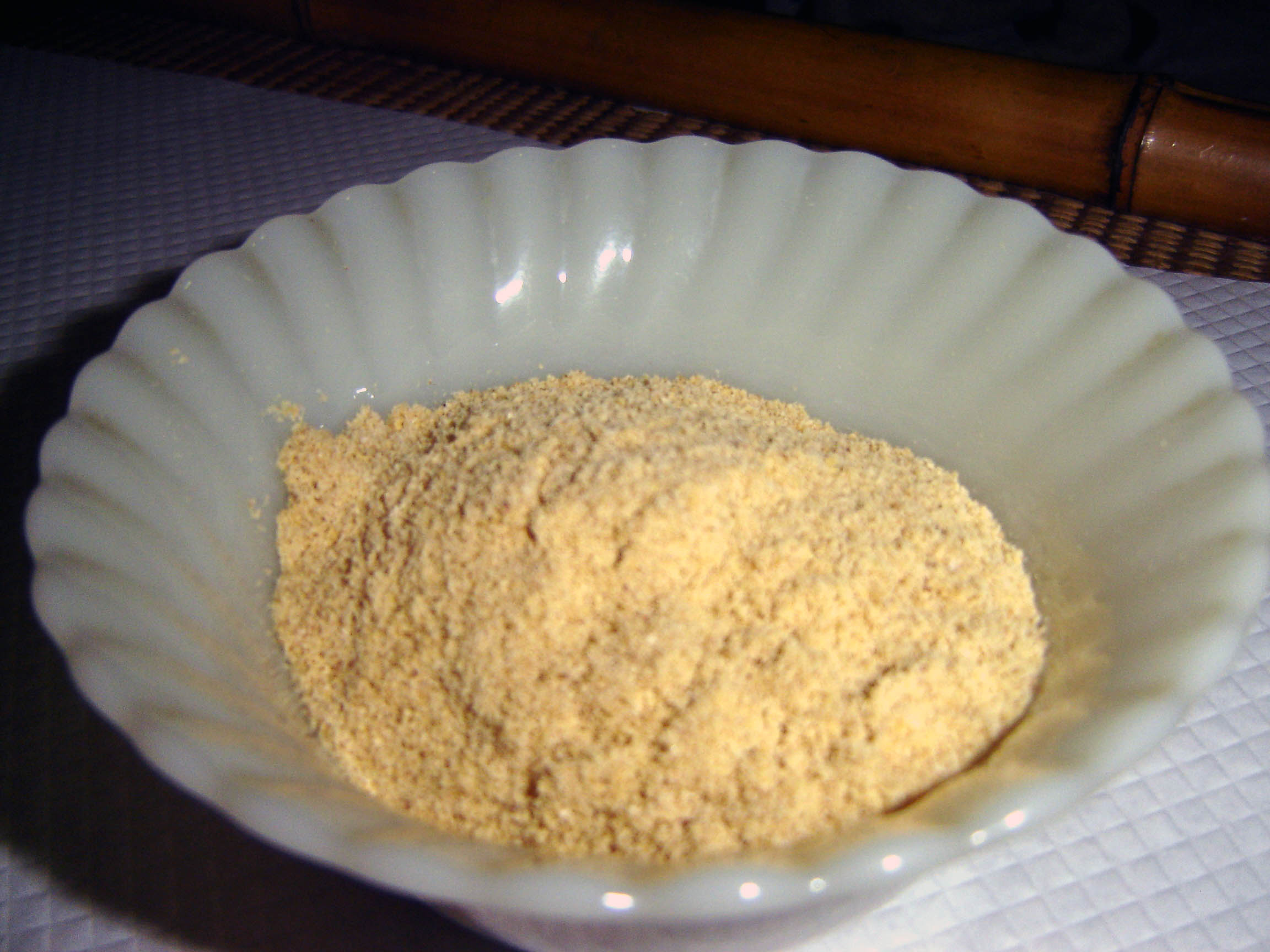
ファロファ

ファロファ(Farofa)は、炙ったキャッサバの粉の混合物である。主にブラジル国内で食べられ、ふりかけないし付け合わせ的な副食材として用いられる。

## 概要
袋詰めされ市販されているが、各々のレシピで家庭でも作られる。食塩、燻製肉、スパイスが加えられることが多い。混合物の粒度は、ブルグルやクスクス程度から、食卓塩程度の細かいものもある。非常にスモーキーで若干塩味があり、シュハスコやシチューの肉の味を引き立たせる。
ブラジルでは、生のキャッサバ粉をバター、食塩、ソーセージ、オリーブ、タマネギ、ニンニク、固ゆで卵、ベーコンとともに、黄金色になるまで炙る。フェジョアーダやシュハスコには欠かせない付合せである。またブラジルでは、鶏肉の中に詰めて料理に使うこともあるが、その際にはレーズン、ナッツ、リンゴやバナナ等の果物のみじん切りを加える。
ファロファはメインコースと共に提供され、食べる前に味付けのために上に振りかけたり、それ自体を付合せとして食べたりする。コメが一緒に食べられることも多い。
西アフリカでは、キャッサバ粉を使ったガリとして知られる料理がある。